# André Dupeyrat
André Dupeyrat (Cherbourg, 8 maart 1902 - Marseille, 1982) was een Frans missionaris van het Heilig Hart die van 1930 tot 1951 werkte onder de Mafulu, een Papoeavolk in het bergland van, destijds, Brits Nieuw-Guinea, nu een deel van Papoea-Nieuw-Guinea. Over dat 21-jarig verblijf schreef hij Vingt-et-un ans chez les Papous (1952), een persoonlijk verslag aangevuld met nauwkeurige etnografische observaties, dat niet alleen een groot verkoopsucces werd in Frankrijk, maar ook in de vertaalde edities. In Frankrijk won het boek, dat ingeleid werd door literator Paul Claudel, de Prix Juteau-Duvigneaux van de Académie française. Een jaar eerder had Dupeyrat al de Prix Marcellin Guérin gewonnen, eveneens van de Académie française, met zijn Le sanglier de Kouni. In Nederland verscheen alleen de vertaling van zijn relaas over zijn 21-jarig verblijf in Nieuw-Guinea.